# Nullarbor Plain
Nullarbor Plain ([ˈnʌlɚbɔr]?; latin: nullus, "intet", og arbor, "træ") er en del af et fladt, næsten træløst, tørt eller halvtørt landskab i det sydlige Australien, ud til kysten ved den australske bugt og med Victoriaørkenen mod nord. Området består af verdens største kalksten i et stykke med et areal på omkring 200.000 kvadratkilometer. Nullarbor Plain er 1.100 kilometer på sit bredeste sted fra øst med vest mellem South Australia og Western Australia.